# Monique Ngo Ndjock
Monique Ngo Ndjock (Elat-Minkom, 8 ottobre 1985) è un'ex cestista camerunese.

## Carriera
Ala-pivot di 185 cm, ha giocato in Serie A1 con Roma, Parma, Battipaglia, Ragusa, Lucca, Schio e Broni; è stata due volte campionessa d'Italia. Ha vestito la maglia della Nazionale camerunese nelle qualificazioni alle Olimpiadi 2016.

## Statistiche

### Cronologia presenze e punti in Nazionale
| Cronologia completa delle presenze e dei punti in Nazionale - Camerun | Cronologia completa delle presenze e dei punti in Nazionale - Camerun | Cronologia completa delle presenze e dei punti in Nazionale - Camerun | Cronologia completa delle presenze e dei punti in Nazionale - Camerun | Cronologia completa delle presenze e dei punti in Nazionale - Camerun | Cronologia completa delle presenze e dei punti in Nazionale - Camerun | Cronologia completa delle presenze e dei punti in Nazionale - Camerun | Cronologia completa delle presenze e dei punti in Nazionale - Camerun |
| Data                                                                  | Città                                                                 | In casa                                                               | Risultato                                                             | Ospiti                                                                | Competizione                                                          | Punti                                                                 | Note                                                                  |
| --------------------------------------------------------------------- | --------------------------------------------------------------------- | --------------------------------------------------------------------- | --------------------------------------------------------------------- | --------------------------------------------------------------------- | --------------------------------------------------------------------- | --------------------------------------------------------------------- | --------------------------------------------------------------------- |
| 13-6-2016                                                             | Nantes                                                                | Camerun                                                               | 64 - 75                                                               | Argentina                                                             | Qual. Olimpiadi 2016 - Gruppo B                                       | 8                                                                     | [ 1 ]                                                                 |
| 15-6-2016                                                             | Nantes                                                                | Turchia                                                               | 72 - 46                                                               | Camerun                                                               | Qual. Olimpiadi 2016 - Gruppo B                                       | 14                                                                    | [ 2 ]                                                                 |
| 4-5-2019                                                              | Yaoundé                                                               | Camerun                                                               | 91 - 46                                                               | RD del Congo                                                          | AfroBasket 2019 - Zona 4                                              | 14                                                                    | [ 3 ]                                                                 |
| 5-5-2019                                                              | Yaoundé                                                               | RD del Congo                                                          | 66 - 70                                                               | Camerun                                                               | AfroBasket 2019 - Zona 4                                              | 9                                                                     | [ 4 ]                                                                 |
| Totale                                                                |                                                                       | Presenze                                                              | 4                                                                     |                                                                       | Punti                                                                 | 45                                                                    |                                                                       |

## Palmarès
- Campionato italiano: 2
Lucca: 2016-17; Schio: 2017-18.
- Coppa Italia: 2
Ragusa: 2016; Schio: 2018.
- Supercoppa italiana: 1
Schio: 2017.
- Campionato italiano di Serie A2: 1
San Raffaele: 2005-06.